# Jacek Bierkowski
Jacek Marek Bierkowski (Ruda Śląska, 17 aprile 1948) è un ex schermidore polacco, vincitore di una medaglia d'argento e due di bronzo ai campionati mondiali di scherma.